# معركة المسلخة
معركة المسلخة دارت أحداثها في ريف البوكمال في سوريا، بين المقاومين من عشائر العقيدات ووحدات من الجيش الفرنسي، حيث اختلف على روايتها وأسباب نشوبها كثيرٌ من رجال العشائر حتى يومنا هذا.

## من شهداء المعركة
ذكر الباحث «مازن الشاهين» في كتابه (تاريخ محافظة دير الزور) أسماء عدد من شهداء المعركة:
«..من شهداء المعركة: «حامد التركي؛ عبيد المحمد الحسين؛ محيميد عبيد الهزاع؛ هلال الكحيص؛ ومزعل العون» ومن الجرحى: «حمد الفارس الصياح؛ خليفة العبد؛ وسودة النجم»». صفحة 206 من الكتاب.

الشيخ "فارس الجراح" أحد أبطال معركة "المسلخة"